# Carl-Michael Eide
Carl-Michael Eide (24 luglio 1974) è un polistrumentista e cantante norvegese.
È anche noto con gli pseudonimi Aggressor, Czral e Exhurtum.

## Carriera
È un polistrumentista di musica heavy metal, noto soprattutto come batterista. Suona anche la chitarra ed il basso e canta.
Tra le band di cui ha fatto parte vi sono Ved Buens Ende, Aura Noir, Cadaver, Dødheimsgard, Satyricon, Ulver e Infernö.
Nel 2000 ha fondato un altro gruppo chiamato Virus.

## Discografia
Satyricon
- 1992 - All Evil (EP)

Ulver
- 1993 - Vargnatt (demo)
- 2005 - Blood Inside (in un brano)

Ved Buens Ende
- 1994 - Those Who Caress the Pale (demo)
- 1995 - Written in Waters

Aura Noir
- 1995 - Dreams Like Deserts (EP)
- 1996 - Black Thrash Attack
- 1998 - Deep Tracts of Hell
- 2004 - The Merciless
- 2008 - Hades Rise
- 2012 - Out to Die

Infernö
- 1996 - Utter Hell
- 1997 - Downtown Hades

Dødheimsgard
- 1999 - 666 International
- 2007 - Supervillain Outcast

Virus
- 2003 - Carheart
- 2008 - The Black Flux
- 2011 - The Agent That Shapes the Desert

Cadaver
- 2001 - Discipline
- 2004 - Necrosis